# The Good Wife
The Good Wife és una sèrie de televisió estatunidenca, drama polític judicial creada per Michelle King i Robert King. Es va començar a emetre el 22 de setembre de 2009 a la cadena CBS i va finalitzar el 8 de maig de 2016 en acabar la setena temporada, després de 156 capítols. Protagonitzada per Julianna Margulies en el paper d'Alicia Florrick, esposa de Peter Florrick, fiscal de districte que es veu involucrat en escàndols de sexe i corrupció.
Posteriorment es va fer un spin-off titulat The Good Fight centrat en el personatge de Christine Baranski, Diane Lockhart, i amb el Cush Jumbo (Luca Quinn), Rose Leslie i Delroy Lindo es va estrenar al febrer de 2017.

## Sinopsi
Alicia Florrick (Julianna Margulies) haurà de fer-se càrrec de la seva família quan el seu marit, Peter Florrick (Chris Noth), enmig d'un escàndol sexual, és apartat del seu càrrec de fiscal i empresonat, acusat de corrupció.

## Temporades
| Temporades | Temporades         | Episodis | Començament            | Final              |
| ---------- | ------------------ | -------- | ---------------------- | ------------------ |
|            | Primera temporada  | 23       | 22 de setembre de 2009 | 25 de maig de 2010 |
|            | Segona temporada   | 23       | 28 de setembre de 2010 | 17 de maig de 2011 |
|            | Tercera temporada  | 22       | 25 de setembre de 2011 | 29 d'abril de 2012 |
|            | Quarta temporada   | 22       | 30 de setembre de 2012 | 28 d'abril de 2013 |
|            | Cinquena temporada | 22       | 29 de setembre de 2013 | 18 de maig de 2014 |
|            | Sisena temporada   | 22       | 21 de setembre de 2014 | 10 de maig de 2015 |
|            | Setena temporada   | 22       | 4 d'octubre de 2015    | 8 de maig de 2016  |

## Repartiment
- Alicia Florrick (temporades 1-7), interpretada per Julianna Margulies.
Ella és la protagonista de la sèrie. Es troba implicada en l'escàndol provocat pel seu marit, que confessa haver-la traït amb prostitutes. Tot i la humiliació, la dona decideix no divorciar-se i continuar tenint cura de la família, tornant a treballar com a advocada.
- Will Gardner (temporades 1-5; convidat: temporades 6-7), interpretat per Josh Charles.
És, juntament amb Stern i Diane Lockhart, un dels socis iguals del bufet d'advocats. Havent estat amic d’Alicia des de la universitat, la contracta com a advocada després de l'escàndol de Florrick.
- Diane Lockhart (temporades 1-7), interpretada per Christine Baranski.
És la parella de Will i, juntament amb ell, el cap d’Alicia i Cary Agos.
- Cary Agos (temporades 1-7), interpretat per Matt Czuchry.
És un jove advocat, que competeix amb Alicia per convertir-se en el nou associat del bufet d'advocats. Tots dos de fet estan en llibertat provisional, fins que, al final de la primera temporada, Cary és acomiadat i comença a treballar a l'equip de l’advocat del districte, Childs.
- Kalinda Sharma (temporades 1-6), interpretada per Archie Panjabi.
És investigadora forense de "Stern, Lockhart i Gardner" que treballava per al marit d'Alicia abans de l'escàndol. És bisexual.
- Zachary "Zach" Florrick (temporades 1-7), interpretat per Graham Phillips.
És el fill d'Alicia i Peter Florrick, de 14 anys.
- Grace Florrick (temporades 1-7), interpretada per Makenzie Vega.
És la germana menor de Zach. A diferència del seu germà, la traïció del seu pare li preocupa.
- Peter Florrick (temporades 1-7), interpretat per Chris Noth.
És el marit i antic advocat de l'Estat d'Alicia. Va ser empresonat per corrupció.
- Eli Gold (recurrent: temporada 1; regular: temporades 2-7), interpretat per Alan Cumming.
Ès un soci proper de Peter Florrick. Decidit i intel·ligent, aconsegueix recuperar la figura de Peter després que l’home es veiés desbordat per l'escàndol sexual i acabés a la presó.
- David Lee (recurrent: temporades 1-4 regular: temporades 5-7), interpretat per Zach Grenier.
És advocat del divorci, cap de dret de família i soci de la firma Lockhart / Gardner.
- Finley "Finn" Polmar (temporades 5-6), interpretat per Matthew Goode.
És el responsable de l’acusació contra Jeffrey Grant. Durant un tiroteig a la sala, Finn està ferit, però sobreviu.
- Lucca Quinn (temporada 7), interpretat per Cush Jumbo.
És un nou advocat contractat per Alicia.
- Jason Crouse (temporada 7), interpretat per Jeffrey Dean Morgan.
És un nou detectiu que treballa amb Alicia.

## Crítiques
La sèrie combina la fórmula d'episodi autoconclusiu de drama legal amb l'evolució del personatge d'Alicia Florrick. Les trames a llarg termini estan molt ben entrellaçades, combinant conflictes emocionals amb les disputes internes del bufet i les intrigues polítiques.
Per Todd VanDerWerff de The A.V. Club, The Good Wife s'ha revelat com una sèrie complexa, humana i profunda.
Sovint els casos s'inspiren en fets d'actualitat, The Good Wife ajuda a comprendre veritablement la forma en què Internet s'ha estès en totes les facetes de la vida americana, la forma en què els blocs influeixen en les carreres polítiques, la forma en què YouTube rivalitza amb els antics mitjans, canals de televisió o els diaris.

## Premis i nominacions
La sèrie ha estat nominada en diverses ocasions pel Globus d'Or a la millor sèrie dramàtica de televisió (anys 2011, 2014 i 2015). Julianna Margulies va guanyar el Globus d'Or a la millor actriu en sèrie de televisió dramàtica en la seva 67 edició que es va lliurar el 2010, pel seu paper d'Alicia en la primera temporada de The Good Wife. També ha estat nominada en les cinc edicions següents (2011-2015). També han estat nominats als Globus d'Or els actors Chris Noth (2011), Archie Panjabi (2013) i Josh Charles (2014).
Julianna Margulies també ha estat premiada en dues ocasions amb un Globus d'Or i dos premis Emmy a la millor actriu en sèrie dramàtica (2011 i 2014). El 2010 Archie Panjabi va obtenir Emmy a la millor actriu de repartiment en sèrie dramàtica pel seu paper interpretant Kalinda Sharma. Dues actrius secundàries han obtingut també el premi Emmy a la millor actriu convidada en sèrie dramàtica, el 2012, Martha Plimpton pel seu paper de Patti Nyholm i el 2013, Carrie Preston pel seu paper com Elsbeth Tascioni. La sèrie ha rebut també 43 nominacions als Emmy.